# Jeep Wrangler
La Jeep Wrangler è un fuoristrada prodotto dalla casa automobilistica statunitense Jeep dal 1986 per sostituire la CJ. Nel corso degli anni ne sono state prodotte quattro diverse serie, denominate YJ, TJ, JK e JL.

## Prima generazione (1986-1996)
Lo sviluppo di un nuovo fuoristrada erede della Jeep CJ-7 partì nel 1982, con l'inizio della progettazione sotto la guida dell’ingegnere capo Chuck Mashigan. Il nome in codice del progetto era YJ. Nell'autunno del 1983 il design definitivo venne approvato e la casa americana iniziò a realizzare i primi prototipi per collaudare il nuovo telaio; nella primavera del 1984 già iniziarono ad essere realizzate le prime scocche della carrozzeria definitiva che servivano per i collaudi su strada. Nel fine 1985 lo sviluppo venne ultimato e nel febbraio 1986 al Salone dell'automobile di Chicago fu presentata ufficialmente al pubblico la nuova fuoristrada denominata Jeep Wrangler che entrò in produzione a marzo nello stabilimento di Brampton in Canada e verrà posta in vendita negli Stati Uniti il 13 maggio 1986.
L’American Motors Corporation (AMC), proprietaria all’epoca del marchio, aveva progettato la nuova Jeep per essere più confortevole su strada rispetto alla vecchia CJ, nel tentativo di attirare più acquirenti che cercavano un veicolo non solo per uso ricreativo ma anche quotidiano. Il design della Wrangler YJ era totalmente inedito con carreggiate più ampie, un'altezza da terra leggermente inferiore, più comfort grazie a nuovi ammortizzatori e una migliore maneggevolezza. La YJ aveva il telaio a longheroni con ancora sospensioni ad assale rigido simili a quelle utilizzate dalla CJ, tuttavia le molle erano più larghe e venne aggiunta la barra Panhard con gli attacchi più bassi in modo da abbassare il baricentro e rendere la vettura più maneggevole e stabile.

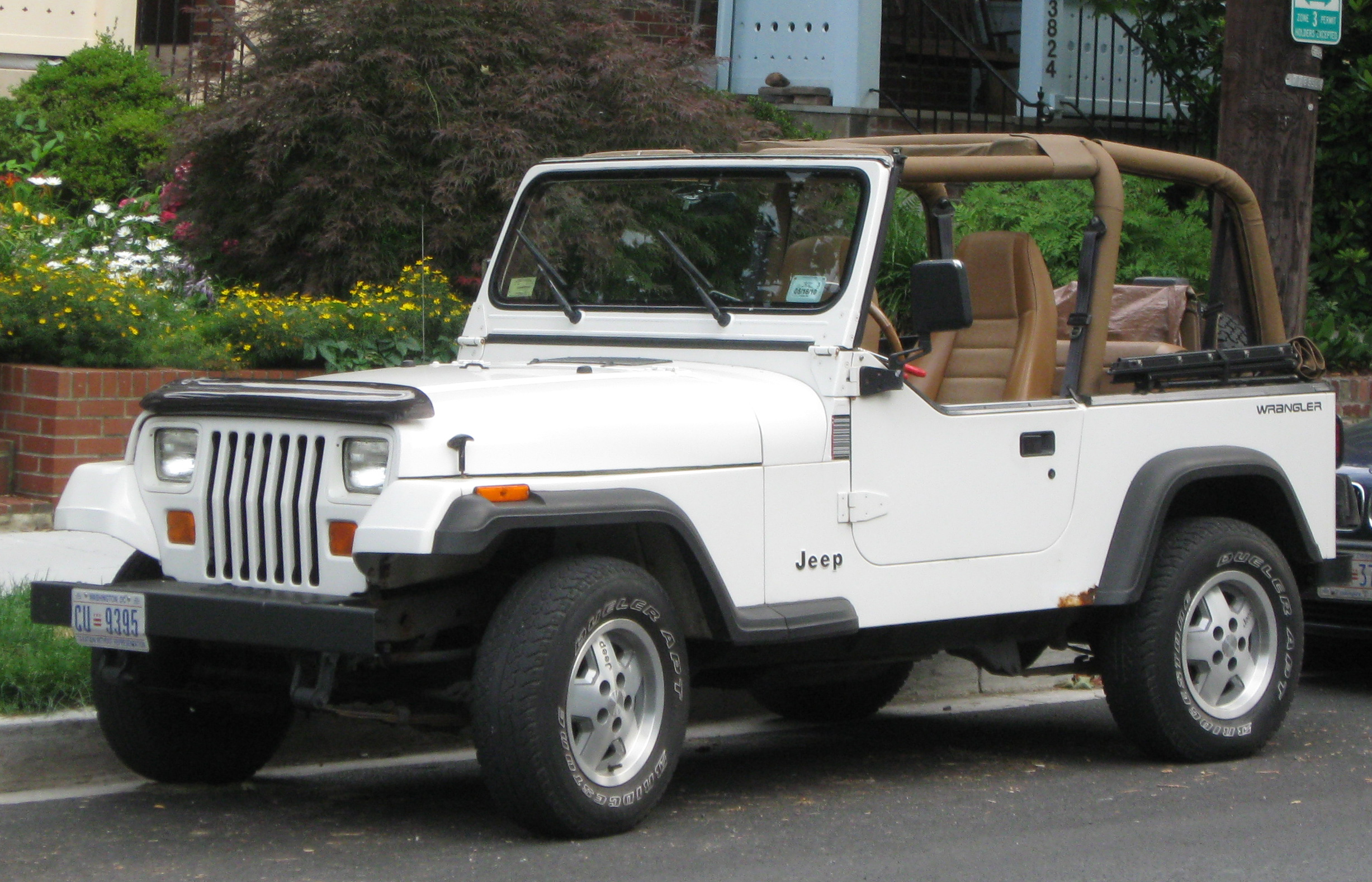
Wrangler (YJ) con tetto rimosso

Il frontale presentava una nuova calandra e inediti fanali anteriori rettangolari, il parabrezza è stato allargato ed era reclinabile e le spazzole dei tergicristalli poggiano sul parabrezza per facilitare il meccanismo di apertura, conferendo a questa versione un aspetto distintivo. Gli sportelli erano rimovibili e lavabili. Il tetto era in tela e optional venne offerto anche il tetto rigido rimovibile.
La gamma motori della Wrangler YJ era composta da propulsori tutti alimentati a benzina; il 2.5 AMC serie 150 quattro cilindri abbinato ad un cambio manuale a 5 rapporti o un 4.2 sei cilindri in linea AMC serie 258 da 112 CV con cambio manuale a 5 rapporti con ridotte o automatico a 3 rapporti con ridotte; tale motore fu disponibile fino al 1990. A partire dal 1991 il nuovo 4.0 sei cilindri AMC serie 242 da 180 CV a iniezione ha sostituito il vecchio 4.2. Il motore quattro cilindri diviene ad iniezione e la potenza massima sale a 125 cavalli.
Nel 1988 debuttò il modello top di gamma Sahara.
Nel marzo del 1989 la Wrangler debutta in Europa importata e venduta dalla Renault in quanto la casa francese era il maggiore azionista dell’AMC. In Italia viene venduta dall’ottobre del 1989 nelle concessionarie Renault. I modelli europei erano identici alla versione americana ma presentavano la targhetta identificativa “by Renault” e il solo motore 2.5 benzina con cambio manuale ma depotenziato a 103 cavalli per rispettare le normative anti inquinamento europee.
Dal 1991 la Wrangler in Europa sarà venduta dalla rete di vendita Chrysler (divenuta proprietaria della AMC e della stessa Jeep), di conseguenza tutti i modelli Jeep saranno venduti dalle concessionarie Chrysler e perderanno la targhetta “by Renault” ad eccezione del mercato francese dove resterà in essere l’accordo con il costruttore francese responsabile della commercializzazione. In Italia la rete di vendita Chrysler veniva distribuita dal gruppo Koelliker.
Nel 1992 viene introdotto un roll-bar più esteso per consentire di installare le cinture di sicurezza posteriori e il 23 aprile lo stabilimento di Brampton venne chiuso e la produzione venne spostata a Toledo, Ohio, utilizzando lo stesso impianto che ha prodotto le Willys JP durante la seconda guerra mondiale.
L’ABS fu aggiunto come optional nel 1993. Nel 1994 debutta optional la trasmissione automatica a quattro rapporti per il motore quattro cilindri.
Il 1995 è stato l’ultimo anno di produzione della serie YJ e lo stabilimento è stato riconvertito per produrre la seconda generazione (codice TJ). Gli ultimi modelli furono venduti fino all’inizio del 1996 in Nord America ed avevano gli stessi paraurti della nuova Wrangler TJ.

### Wrangler Renegade
Dall'ottobre del 1990 al 1994, Jeep in collaborazione con l’azienda di tuning Autostyle di Detroit ha prodotto un pacchetto estetico denominato "Renegade Decor Group". I veicoli venivano spediti ad Autostyle dove veniva montato il pacchetto e successivamente rispediti ai concessionari Jeep. Il pack aveva un costo di 4.266 dollari e poteva essere installato sulle sei cilindri base ed includeva cerchi in lega specifici, paraurti e passaruota in plastica verniciata più massicci e rifiniture interne specifiche.

## Seconda generazione (1996-2006)
Nel 1990 partì lo sviluppo della seconda generazione della Wrangler (progetto TJ) presso il neonato dipartimento "Jeep-Truck Engineering Pre-Program" creato dalla Chrysler per lo sviluppo dei veicoli a marchio Jeep e diretto da Bob Sheaves; a guidare il progetto TJ vi era Craig Winn. La precedente Wrangler ottenne risultati commerciali soddisfacenti ma venne criticata per l’estetica, benché richiamasse le vecchie CJ il frontale con i fari rettangolari non trovò molto gradimento tra il pubblico. La Chrysler stanziò 260 milioni di dollari per lo sviluppo della nuova fuoristrada nel triennio 1990-1993, il design venne sviluppato presso il nuovo Chrysler Technical Center di Detroit  e alla fine del 1992 venne approvata la proposta del designer Michael Santoro che optava per uno stile estremamente conservativo e per il ritorno ai proiettori anteriori circolari come sulla serie CJ. Nel maggio del 1993 il progetto venne definitivamente approvato e congelato e venne pianificato un tempo di 32 mesi per lo sviluppo finale della vettura per portarla in produzione. Si iniziò ad ingegnerizzare l’auto con i primi prototipi su meccanica definitiva e dal 1994 iniziarono ad essere utilizzate anche le carrozzerie definitive. Nel dicembre del 1995 inizia la fase di pre-produzione e nel gennaio del 1996 debutta ufficialmente al salone di Detroit la seconda generazione di Jeep Wrangler che entra immediatamente in produzione nello stabilimento di Toledo. 
Il telaio era una evoluzione della precedente serie YJ ma le sospensioni a balestra vennero sostituite dalle nuove Quadra-Link con assale rigido collegato da quattro braccetti trasversali e nuove molle elicoidali derivate da quella della Jeep Grand Cherokee. L’assale anteriore rimase l’identico Dana 30 della YJ, l’assale posteriore era il nuovo Dana 44-3. La gamma motori era composta dal quattro cilindri 2.5 AMC 150 e dal 4.0 sei cilindri in linea AMC 242.
Nel 1998 viene montato su tutti i modelli un serbatoio del carburante da 72 litri. Nel 2002 (con il MY2003) debutta il nuovo motore 2.4 benzina quattro cilindri Chrysler PowerTech da 147 cavalli disponibile con cambio manuale a 5 rapporti con ridotte o con cambio automatico UltraDrive 42RLE a 4 marce con riduttore e overdrive (disattivabile con un pulsante sul cruscotto).
Tra le varie versioni proposte, la Rubicon era la più adatta ai percorsi sterrati, in quanto dotata di ponti rinforzati dana 44 a blocchi elettrici anteriori e posteriori, riduttore rinforzato, cerchi da 16" a 5 razze torniti con pneumatici maggiorati, parafanghi "bolt on" con le viti di fissaggio in vista e rapporti corti 4.11.
La Sport è invece la versione base, affiancata a sua volta dalla Sahara. Quest'ultima è una versione full optionals con parafanghi in tinta, interni bicolori, controllo della velocità e rivestimento dei sedili in cordura anti strappo lavabile.
Nel dicembre 2002 negli Stati Uniti venne introdotta la versione “Postal Service” con guida a destra destinata esclusivamente per le flotte della U.S. Postal Service.
Nel gennaio 2004 venne introdotta la versione Unlimited (codice LJ), versione con passo più lungo di 26 cm ma sempre con due portiere.

### Motorizzazioni
| Modello                 | Disponibilità    | Motore  | Cilindrata (cm³) | Potenza           | Coppia Massima (Nm) | 0–100 km/h (secondi) | Velocità max (Km/h) | Consumo medio (L/100 Km) |
| 2.4 i 16V               | dal 2003 al 2006 | Benzina | 2429             | 147 Cv @ 5200 g/m | 224 @ 4000 g/m      | 13                   | 155                 | 10,4                     |
| 2.4 i 16V Automatic     | dal 2003 al 2006 | Benzina | 2429             | 147 Cv @ 5200 g/m | 224 @ 4000 g/m      | 13                   | 155                 | 10,4                     |
| 2.5 i                   | dal 1997 al 2000 | Benzina | 2464             | 118 Cv @ 5200 g/m | 198 @ 3450 g/m      | 14,8                 | 142                 | 15                       |
| 2.5 i Soft Top          | dal 2000 al 2006 | Benzina | 2464             | 118 Cv @ 5200 g/m | 198 @ 3450 g/m      | 14,8                 | 142                 | 15                       |
| 2.5 i                   | dal 2000 al 2003 | Benzina | 2464             | 121 Cv @ 5400 g/m | 190 @ 3500 g/m      | 11                   | 144                 | 12.4                     |
| 4.0 i                   | dal 1997 al 2006 | Benzina | 3964             | 178 Cv @ 4600 g/m | 290 @ 4000 g/m      | 9.4                  | 174                 | 18                       |
| 4.0 i                   | dal 2000 al 2006 | Benzina | 3956             | 183 Cv @ 4600 g/m | 301 @ 2800 g/m      | 9.1                  | 170                 | 13.8                     |
| 4.0 i Automatic         | dal 2000 al 2006 | Benzina | 3956             | 183 Cv @ 4600 g/m | 301 @ 2800 g/m      | 9.5                  | 160                 | 15.7                     |
| 4.0 i                   | dal 2000 al 2006 | Benzina | 3956             | 192 Cv @ 4600 g/m | 318 @ 3000 g/m      | 9.1                  | 170                 | 14.7                     |
| 4.0 i Rubicon           | dal 2003 al 2006 | Benzina | 3956             | 193 Cv @ 4600 g/m | 319 @ 3200 g/m      | 9.4                  | 174                 | 16.8                     |
| 4.0 i Rubicon Automatic | dal 2003 al 2006 | Benzina | 3956             | 193 Cv @ 4600 g/m | 319 @ 3200 g/m      | 9.4                  | 170                 | 16.8                     |

## Terza generazione (2006-2018)

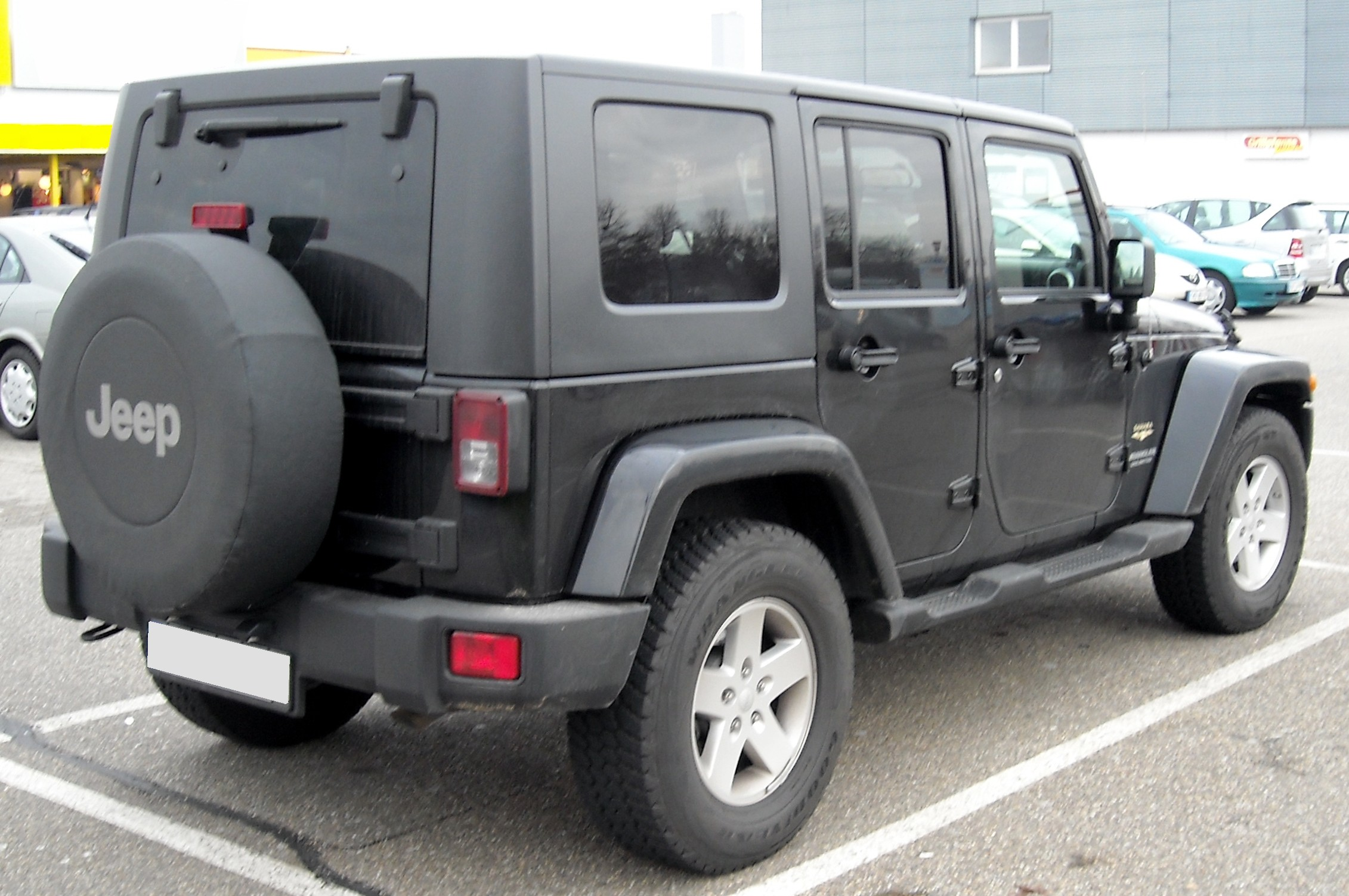
Una Jeep Wrangler Unlimited

Nel fine 2006 è stata introdotta la terza generazione della Wrangler, denominata JK. Essa era disponibile nelle versioni 3,8 a benzina e 2,8 diesel.
Il fuoristrada è stato offerto fornito o di un propulsore 3800 cm³ proveniente dalla famiglia dei monovolume del gruppo Chrysler o di un VM di 2800 cm³ con potenza di 177 cavalli abbinato a un cambio automatico a 6 velocità. Di quest'ultima versione, nel 2011 la potenza è stata aumentata a 200 cavalli e il cambio automatico è stato sostituito con un modello sequenziale a 5 rapporti.
Le versioni disponibili erano Sport, Sport Plus, Sahara e Rubicon. Le prime due più economiche, la terza più accessoriata e "confortevole" e la quarta con connotazione prettamente fuoristradistica. Quest'ultima, rispetto alla versione precedente, presenta ponti più robusti e blocchi ai differenziali. A queste iniziali versioni è stata aggiunta in seguito la Unlimited, ovvero la Jeep Wrangler a passo lungo con 4 porte, maggiore lunghezza, migliore abitabilità e carico superiore.
Nel 2011 sia la versione a passo corto sia quella a passo lungo sono state oggetto di un aggiornamento, rinnovandosi negli interni.
Nell’aprile del 2018 termina la produzione della Wrangler JK dopo 2.165.678 di esemplari.

### Motorizzazioni
| Modello                       | Disponibilità | Motore  | Cilindrata (cm³) | Potenza         | Coppia Massima (Nm) | Emissioni CO2 (g/Km) | 0–100 km/h (secondi) | Velocità max (Km/h) | Consumo medio (Km/l) |
| 3.6 V6 aut.                   | dal 2012      | Benzina | 3604             | 209 kW (284 CV) | 320                 | 263                  | 8.1                  | 180                 | 8.8                  |
| Unlimited 3.6 V6 aut.         | dal 2012      | Benzina | 3604             | 209 kW (284 CV) | 342                 | 273                  | 8.9                  | 180                 | 8.5                  |
| 2.8 CRD DPF                   | dal 2007      | Diesel  | 2776             | 130 KW (177 CV) |                     |                      |                      |                     |                      |
| 2.8 CRD DPF Rubicon           | dal 2007      | Diesel  | 2776             | 130 KW (177 CV) |                     |                      |                      |                     |                      |
| Unlimited 2.8 CRD DPF         | dal 2007      | Diesel  | 2776             | 130 kW (177 CV) | 410                 | 194                  | 11.1                 | 172                 | 13.5                 |
| Unlimited 2.8 CRD DPF Rubicon | dal 2007      | Diesel  | 2776             | 130 kW (177 CV) | 410                 | 217                  | 13.5                 | 172                 | 12.0                 |
| Unlimited 2.8 CRD DPF Rubicon | dal 2010      | Diesel  | 2776             | 147 kW (200 CV) | 480                 |                      |                      |                     | 12.0                 |

### Prototipi derivati dalla serie JK

#### Jeep Wrangler Mopar Accessorized
Nel 2012 la Mopar, in occasione dell'Easter Jeep Safari ha realizzato una versione della Wrangler basata sul modello Rubicon. Le modifiche alla versione base prevedono l'aggiunta di un kit sospensioni rialzate di 60 mm, pneumatici Goodyear Wrangler da 35" su cerchi a cinque fori, paraurti anteriori e posteriori off-road, verricello Warn 9.5ti XP, un cassetto portaoggetti con serratura per la consolle centrale, una nuova copertura per la parte posteriore dell'abitacolo e un kit fari supplementari a Led applicabile ai lati del parabrezza.

#### Jeep Wrangler Traildozer Concept
Questa versione speciale è stata realizzata nel 2012 in collaborazione con il preparatore AEV (American Expedition Vehicles). Basata sulla Wrangler Rubicon, questo modello modificato monta un propulsore HEMI V8 da 6,4 litri e 470 CV abbinato a un cambio manuale Getrag a sei rapporti. Altre modifiche meccaniche riguardano anche la trazione, che ora viene distribuita attraverso due assi Dana 44 (con rapporti al ponte di 4:10) e l'introduzione di differenziali a bloccaggio elettronico. Sono stati aggiunti poi numerosi componenti della Mopar, tra i quali kit paraurti off-road, cofano motore con feritoie per lo smaltimento del calore, kit mezze porte, il verricello Mopar-Warn e rivestimento in pelle per sedili e plancia, il tutto assieme a nuovi pneumatici Mickey Thompson Baja Claw da 37" e a nuove sospensioni AEV Dualsport RS che rialzano la vettura di 90 mm.

## Quarta generazione (dal 2017)
La quarta generazione (codice JL) viene svelata il 28 novembre 2017 al Los Angeles Auto Show ed in contemporanea parte la produzione presso lo stabilimento di Toledo (Ohio). Basata su una nuova piattaforma a longheroni possiede sempre le due carrozzerie a posso corto due porte (Wrangler) e a passo lungo quattro porte (Wrangler Unlimited) e la nuova scocca è stata irrigidita e alleggerita fino a 90 kg utilizzando cofano e portiere in alluminio. La nuova piattaforma è stata realizzata per poter ospitare le nuove trasmissioni automatiche a otto rapporti ZF 8HP e i motori a benzina V8 Hemi. Vengono mantenute le sospensioni ad assale rigido con cinque punti di ancoraggio e i tre sistemi di trazione integrale: Command-Trac, Selec-Trac e Rock-Trac.
Il modello europeo viene presentato al salone di Ginevra nel marzo 2018 e le vendite partono dal settembre dello stesso anno.
La progettazione della quarta serie è iniziata nel 2013 e venne annunciata da Sergio Marchionne, il 14 giugno 2016 FCA US annuncia l’investimento di 700 milioni di dollari per lo stabilimento di Toledo per la produzione della nuova generazione di Wrangler (JL). Lo stile è stato guidato da Mark Allen (esterni) e Ryan Patrick Joyce (interni) evolvendo il design della precedente serie e ispirandosi in alcuni elementi alla Wrangler TJ del 1996: nello specifico sparisce il marchio Jeep dal frontale e viene riposizionato sulla fiancata, viene incrementato il passo delle due versioni e viene introdotta una presa d’aria nella fiancata, i fanali anteriori e posteriori sono Full Led e le sette feritoie della calandra sono di dimensioni più strette ma più lunghe. 
Come la JK anche la nuova JL possiede portiere rimovibili, parabrezza reclinabile, tetto in tela Sunrider soft top, tetto rigido Freedom rimovibile, tetto in tela apribile elettrico Sky One-Touch Power soft top. 
La Wrangler due porte possiede una lunghezza pari a 4,334 metri con un passo di 2,459 metri.
La Wrangler Unlimited a quattro porte possiede una lunghezza di 4,882 metri con un passo di 3,008 metri.
La gamma motori americana è composta dal nuovo 2.0 litri benzina GME Turbo quattro cilindri da 272 cavalli abbinato al cambio automatico a otto rapporti TorqueFlite ZF 8HP75, il secondo motore è il classico 3.6 V6 Pentastar da 288 cavalli con start & stop e abbinato al cambio manuale a 6 rapporti o automatico ZF 8HP75 ad 8 rapporti. Entrambi sono disponibili anche in versione mild hybrid BSG 48V. Il motore diesel per il mercato americano (disponibile dal novembre 2019) è il 3.0 V6 Multijet common rail prodotto da VM Motori erogante 262 cavalli e abbinato allo stop & start e al cambio automatico ZF 8HP75.
La gamma motori europea si compone del 2.0 litri benzina GME T4 da 272 cavalli e da un 2.2 diesel Multijet quattro cilindri erogante 200 cavalli. Le versioni mild hybrid non sono importate.
Nel novembre 2020 debutta la prima Wrangler con motore V8: la Rubicon 392 equipaggiata con il motore 6.4 V8 Hemi erogante 476 cavalli (360 kW) e 637 Nm di coppia massima. Le vendite negli Stati Uniti partono dal febbraio 2021. Questa versione dispone della trazione integrale full time Selec-Trac con cambio automatico ZF a otto rapporti con ridotte, sospensioni con ammortizzatori Fox specifici e launch control. Di serie gli assali rinforzati Dana 44 con il blocco elettronico dei differenziali.

### Wrangler eTorque (mild hybrid)
Nel mercato nordamericano la Wrangler dispone dal lancio anche delle varianti mild hybrid denominate eTorque abbinate sia al motore benzina 2.0 GME T4 Hurricane che al 3.6 V6 Pentastar. Il sistema di tipo BSG sviluppato da Continental AG vede l’alternatore sostituito da un generatore che fa girare l’albero motore tramite una cinghia e che fornisce 48 volt alle batterie. Il pacco batterie da 430 watt-ora agli ioni di litio con anodi di grafite e catodi composti da nichel, manganese e cobalto (NMC) è montato nel telaio sotto i sedili posteriori. L’unità della batteria comprende un convertitore DC-DC da 3 kilowatt per mantenere la carica e convertire i 48 volt in 12 volt per alimentare i dispositivi di bordo e caricare la batteria al piombo-acido da 12 volt del veicolo. Il sistema BSG è abbinato alla frenata rigenerativa e allo stop & start. Questi modelli eTorque non vengono importati in Europa.